# Hercostomus pseudolictor
Hercostomus pseudolictor är en tvåvingeart som beskrevs av Grichanov 2004. Hercostomus pseudolictor ingår i släktet Hercostomus och familjen styltflugor. Inga underarter finns listade i Catalogue of Life.